# アルバニア公国

アルバニア公国
Principata e Shqipërisë (アルバニア語)

国の標語: Atdheu mbi te gjitha（アルバニア語）
何よりも祖国国歌: Himni i Flamurit（アルバニア語）
旗への賛歌

アルバニア公国の位置（1914年）

アルバニア公国（アルバニアこうこく、アルバニア語: Principata e Shqipërisë）は、1914年から1925年にかけてバルカン半島のアルバニアに存在した君主制国家である。

## 歴史
アルバニアは1478年からオスマン帝国の支配下にあったが、列強は1913年5月のロンドン条約でアルバニアの独立を承認し、ルーマニア王妃エリザベタの甥のヴィート公子ヴィルヘルムを新興国アルバニアの君主に選んだ。正式な推戴の申し入れはアルバニアの18地区の代表者たち18人によって1914年2月21日に成され、ヴィルヘルムはこれを受諾した。ヴィルヘルムはアルバニア国外では公（大公とも）と呼ばれたが、国内では隣国モンテネグロの君主より下位であると思われないように王（Mbret）と呼ばれた。
ヴィルヘルムは1914年3月7日、家族とともにアルバニアの臨時の首都ドゥラスに到着した。アルバニアの治安はオランダの将校の指揮する国家憲兵隊によって維持されることとなっていたが、エサド・パシャが率いる汎イスラム主義者の反乱が勃発し、ヴィルヘルムは1914年9月3日にアルバニアを去った。この反乱は後にアルバニア・イスラム首長国の軍司令官のハジ・カミルが引き継いだが、ヴィルヘルムは決して公位継承権を放棄しなかった。
第一次世界大戦でアルバニア国内のすべての政府活動は中断された上、国内は多くの地方政府に分裂した。戦後、エサド・パシャがパリで南アルバニアの青年に殺害されると、4人から成る高等評議会がヴィルヘルムの摂政の役目を務めたが、1925年にアルバニアが共和制を布くと摂政は権利を失った。

## 逸話
ドイツの曲芸師オットー・ヴィッテは「自分はアルバニア国民から王として推戴された、スルタンの甥ハリム・エッディンである」と名乗り、1913年8月の5日間ではあるがアルバニア国王に就いたと主張した。しかしハリム・エッディンなる人物は存在せず、1914年にアルバニア国王に推薦されたものの入国しなかったアブデュルハミト2世の皇子シェフザーデ・メフメト・ブルハンエッディン(Prince Şehzade Mehmed Burhaneddin Efendi)がハリムのモデルといわれている。またヴィッテは元々1913年2月に即位したと主張していたが、その頃アルバニアはまだセルビア軍の占領下にあったため後に8月即位に変更したものと思われる。いずれにしてもヴィッテの主張を裏付けるものは存在しない。